# Seestermühe
Seestermühe est une commune allemande du Schleswig-Holstein, située dans l'arrondissement de Pinneberg (Kreis Pinneberg), à neuf kilomètres au sud-ouest de la ville d'Elmshorn, près de l'Elbe. Seestermühe fait partie de l'Amt Elmshorn-Land (« Elmshorn-campagne ») qui regroupe sept communes autour d'Elmshorn.

## Lieux et monuments
Dans le village se trouve le manoir de Seestermühe.